# Suzuki GSX-R 750
Suzuki GSX-R 750 – japoński motocykl sportowy produkowany przez firmę Suzuki od 1985 roku.

## Dane techniczne/Osiągi
Silnik: R4
Pojemność silnika: 749 cm³
Moc maksymalna: 148 KM/13200 obr./min
Maksymalny moment obrotowy: 86 Nm/11200 obr./min
Prędkość maksymalna: 271 km/h
Przyspieszenie 0-100 km/h: 3,2 s